# ميله لسليس (كيبك)
ميله لسليس (بالإنجليزية: Mille-Isles, Quebec)‏ هي بلدية محلية في كيبيك تقع في كندا في Argenteuil Regional County Municipality. يقدر عدد سكانها بـ 1,629 نسمة ومساحتها 61.70 كم2 .